# Laasow
Laasow (sorbiska Łaz) är en by (Ortsteil) i Tyskland med cirka 200 invånare. Administrativt tillhör den staden Vetschau/Spreewald i Landkreis Oberspreewald-Lausitz i Brandenburg.
Byn Laasow är framförallt känd för sitt vindkraftverk, som mellan 2006 och 2012 var världens högsta. 

## Historia
1974 slogs byn ihop med Wüstenhain, Tornitz och Briesen och bildade en egen kommun. 2003 upplöstes dock kommunen och Laasow blev en del av staden Vetschau/Spreewald.
Historiskt har orten haft en stor sorbisk befolkning. På 1950-talet fanns fortfarande folk som pratade sorbiska i byn och vissa av deras traditioner lever kvar idag.